# Loxoptygus coturnatus
Loxoptygus coturnatus là một loài nhện trong họ Theraphosidae.
Loài này thuộc chi Loxoptygus. Loxoptygus coturnatus được Eugène Simon miêu tả năm 1903.